# 魔都十字路口
《魔都十字路口》是在《龙漫少年星期天》连载的漫画，作者是张磊，在2011年时就有和日本小学馆编辑有接触。2013年有发表作品在杂志《hero's》上。